# Lista över fornlämningar i Norrtälje kommun (Skederid)
Lista över fornlämningar i Norrtälje kommun (Skederid) är en förteckning av ett urval av de fornlämningar som finns i Skederid i Norrtälje kommun.
| Namn                               | Lämningstyp                 | Tillkomsttid | Historisk indelning | Plats | Läge                 | ID-nr          | Bild                                      |
| ---------------------------------- | --------------------------- | ------------ | ------------------- | ----- | -------------------- | -------------- | ----------------------------------------- |
| Skederid 1:1                       | Fornborg                    |              | Skederid, Uppland   |       | 59.770081, 18.456534 | 10008200010001 | Ladda upp en bild av detta fornminne      |
| Skederid 2:1                       | Gravfält                    |              | Skederid, Uppland   |       | 59.761366, 18.482221 | 10008200020001 | Ladda upp en bild av detta fornminne      |
| Skederid 3:1                       | Gravfält                    |              | Skederid, Uppland   |       | 59.746628, 18.483005 | 10008200030001 | Ladda upp en bild av detta fornminne      |
| Skederid 4:1                       | Gravfält                    |              | Skederid, Uppland   |       | 59.743786, 18.485902 | 10008200040001 | Ladda upp en bild av detta fornminne      |
| Skederid 5:1                       | Gravfält                    |              | Skederid, Uppland   |       | 59.741396, 18.486625 | 10008200050001 | Ladda upp en bild av detta fornminne      |
| Skederid 9:1                       | Hög                         |              | Skederid, Uppland   |       | 59.736950, 18.504248 | 10008200090001 | Ladda upp en bild av detta fornminne      |
| Skederid 9:2                       | Stensättning                |              | Skederid, Uppland   |       | 59.736617, 18.503363 | 10008200090002 | Ladda upp en bild av detta fornminne      |
| Skederid 10:1                      | Gravfält                    |              | Skederid, Uppland   |       | 59.738917, 18.506941 | 10008200100001 | Ladda upp en bild av detta fornminne      |
| Skederid 11:1                      | Gravfält                    |              | Skederid, Uppland   |       | 59.739022, 18.498594 | 10008200110001 | Ladda upp en bild av detta fornminne      |
| Skederid 12:1                      | Hög                         |              | Skederid, Uppland   |       | 59.734879, 18.500254 | 10008200120001 | Ladda upp en bild av detta fornminne      |
| Skederid 12:2                      | Hög                         |              | Skederid, Uppland   |       | 59.734901, 18.499830 | 10008200120002 | Ladda upp en bild av detta fornminne      |
| Skederid 12:3                      | Hög                         |              | Skederid, Uppland   |       | 59.735015, 18.499916 | 10008200120003 | Ladda upp en bild av detta fornminne      |
| Skederid 12:4                      | Hög                         |              | Skederid, Uppland   |       | 59.734764, 18.499589 | 10008200120004 | Ladda upp en bild av detta fornminne      |
| Skederid 13:1                      | Hög                         |              | Skederid, Uppland   |       | 59.736652, 18.487902 | 10008200130001 | Ladda upp en bild av detta fornminne      |
| Skederid 14:1                      | Gravfält                    |              | Skederid, Uppland   |       | 59.736161, 18.486769 | 10008200140001 | Ladda upp en bild av detta fornminne      |
| Skederid 14:2                      | Hög                         |              | Skederid, Uppland   |       | 59.735761, 18.485804 | 10008200140002 | Ladda upp en bild av detta fornminne      |
| Skederid 14:3                      | Stensättning                |              | Skederid, Uppland   |       | 59.735828, 18.485944 | 10008200140003 | Ladda upp en bild av detta fornminne      |
| Skederid 14:4                      | Stensättning                |              | Skederid, Uppland   |       | 59.735914, 18.485920 | 10008200140004 | Ladda upp en bild av detta fornminne      |
| Skederid 15:1                      | Gravfält                    |              | Skederid, Uppland   |       | 59.738531, 18.487402 | 10008200150001 | Ladda upp en bild av detta fornminne      |
| Skederid 16:1                      | Fornborg                    |              | Skederid, Uppland   |       | 59.717945, 18.487215 | 10008200160001 | Ladda upp en bild av detta fornminne      |
| Skederid 17:1                      | Gravfält                    |              | Skederid, Uppland   |       | 59.717606, 18.485683 | 10008200170001 | Ladda upp en bild av detta fornminne      |
| Skederid 18:1                      | Runristning                 |              | Skederid, Uppland   |       | 59.733067, 18.501820 | 10008200180001 | Ladda upp en bild av detta fornminne      |
| Skederid 18:2                      | Runristning                 |              | Skederid, Uppland   |       | 59.733067, 18.501820 | 10008200180002 | Ladda upp en bild av detta fornminne      |
| Skederid 18:4                      | Runristning                 |              | Skederid, Uppland   |       | 59.733067, 18.501820 | 10008200180004 | Ladda upp en bild av detta fornminne      |
| Skederid 20:1                      | Röse                        |              | Skederid, Uppland   |       | 59.760644, 18.461262 | 10008200200001 | Ladda upp en bild av detta fornminne      |
| Skederid 21:1                      | Runristning                 |              | Skederid, Uppland   |       | 59.735223, 18.449832 | 10008200210001 | Ladda upp en bild av detta fornminne      |
| Skederid 22:1                      | Gravfält                    |              | Skederid, Uppland   |       | 59.734097, 18.446267 | 10008200220001 | Ladda upp en bild av detta fornminne      |
| Skederid 23:1                      | Gravfält                    |              | Skederid, Uppland   |       | 59.735210, 18.461353 | 10008200230001 | Ladda upp en bild av detta fornminne      |
| Skederid 24:1                      | Hög                         |              | Skederid, Uppland   |       | 59.718615, 18.454352 | 10008200240001 | Ladda upp en bild av detta fornminne      |
| Skederid 24:2                      | Hög                         |              | Skederid, Uppland   |       | 59.718650, 18.454525 | 10008200240002 | Ladda upp en bild av detta fornminne      |
| Skederid 24:3                      | Stensättning                |              | Skederid, Uppland   |       | 59.718618, 18.454651 | 10008200240003 | Ladda upp en bild av detta fornminne      |
| Skederid 25:1                      | Hög                         |              | Skederid, Uppland   |       | 59.718006, 18.453403 | 10008200250001 | Ladda upp en bild av detta fornminne      |
| Skederid 25:2                      | Hög                         |              | Skederid, Uppland   |       | 59.717874, 18.453158 | 10008200250002 | Ladda upp en bild av detta fornminne      |
| Skederid 25:3                      | Hög                         |              | Skederid, Uppland   |       | 59.717910, 18.453236 | 10008200250003 | Ladda upp en bild av detta fornminne      |
| Skederid 25:4                      | Stensättning                |              | Skederid, Uppland   |       | 59.718188, 18.452853 | 10008200250004 | Ladda upp en bild av detta fornminne      |
| Skederid 26:1                      | Gravfält                    |              | Skederid, Uppland   |       | 59.721816, 18.448061 | 10008200260001 | Ladda upp en bild av detta fornminne      |
| Skederid 30:1                      | Gravfält                    |              | Skederid, Uppland   |       | 59.721732, 18.467843 | 10008200300001 | Ladda upp en bild av detta fornminne      |
| Skederid 31:1                      | Gravfält                    |              | Skederid, Uppland   |       | 59.719353, 18.458534 | 10008200310001 | Ladda upp en bild av detta fornminne      |
| Skederid 32:1                      | Gravfält                    |              | Skederid, Uppland   |       | 59.718667, 18.456837 | 10008200320001 | Ladda upp en bild av detta fornminne      |
| Skederid 33:1                      | Stensättning                |              | Skederid, Uppland   |       | 59.719938, 18.464672 | 10008200330001 | Ladda upp en bild av detta fornminne      |
| Skederid 33:2                      | Stensättning                |              | Skederid, Uppland   |       | 59.720039, 18.464790 | 10008200330002 | Ladda upp en bild av detta fornminne      |
| Skederid 34:1                      | Gravfält                    |              | Skederid, Uppland   |       | 59.715665, 18.482232 | 10008200340001 | Ladda upp en bild av detta fornminne      |
| Skederid 35:1                      | Gravfält                    |              | Skederid, Uppland   |       | 59.714362, 18.483791 | 10008200350001 | Ladda upp en bild av detta fornminne      |
| Skederid 35:2                      | Hög                         |              | Skederid, Uppland   |       | 59.714304, 18.482912 | 10008200350002 | Ladda upp en bild av detta fornminne      |
| Skederid 36:1                      | Gravfält                    |              | Skederid, Uppland   |       | 59.711364, 18.488282 | 10008200360001 | Ladda upp en bild av detta fornminne      |
| Skederid 37:1                      | Gravfält                    |              | Skederid, Uppland   |       | 59.695899, 18.486527 | 10008200370001 | Ladda upp en bild av detta fornminne      |
| Skederid 38:1                      | Grav markerad av sten/block |              | Skederid, Uppland   |       | 59.697382, 18.493582 | 10008200380001 | Ladda upp en bild av detta fornminne      |
| Skederid 39:1                      | Gravfält                    |              | Skederid, Uppland   |       | 59.699235, 18.486000 | 10008200390001 | Ladda upp en bild av detta fornminne      |
| Valborgsmässbacken (Skederid 40:1) | Gravfält                    |              | Skederid, Uppland   |       | 59.695774, 18.474515 | 10008200400001 | Ladda upp en till bild av detta fornminne |
| Skederid 41:1                      | Gravfält                    |              | Skederid, Uppland   |       | 59.713149, 18.495434 | 10008200410001 | Ladda upp en bild av detta fornminne      |
| Skederid 43:1                      | Stensättning                |              | Skederid, Uppland   |       | 59.735580, 18.499416 | 10008200430001 | Ladda upp en bild av detta fornminne      |
| Skederid 43:2                      | Stensättning                |              | Skederid, Uppland   |       | 59.735442, 18.499652 | 10008200430002 | Ladda upp en bild av detta fornminne      |
| Skederid 43:3                      | Hög                         |              | Skederid, Uppland   |       | 59.735450, 18.499474 | 10008200430003 | Ladda upp en bild av detta fornminne      |
| Skederid 45:1                      | Gravfält                    |              | Skederid, Uppland   |       | 59.729135, 18.493845 | 10008200450001 | Ladda upp en bild av detta fornminne      |
| Skederid 46:1                      | Gravfält                    |              | Skederid, Uppland   |       | 59.737824, 18.485406 | 10008200460001 | Ladda upp en bild av detta fornminne      |
| Skederid 47:1                      | Gravfält                    |              | Skederid, Uppland   |       | 59.739462, 18.477866 | 10008200470001 | Ladda upp en bild av detta fornminne      |
| Skederid 49:1                      | Gravfält                    |              | Skederid, Uppland   |       | 59.748674, 18.479523 | 10008200490001 | Ladda upp en bild av detta fornminne      |
| Skederid 50:1                      | Stensättning                |              | Skederid, Uppland   |       | 59.745606, 18.483876 | 10008200500001 | Ladda upp en bild av detta fornminne      |
| Skederid 50:2                      | Stensättning                |              | Skederid, Uppland   |       | 59.745507, 18.484003 | 10008200500002 | Ladda upp en bild av detta fornminne      |
| Skederid 50:3                      | Stensättning                |              | Skederid, Uppland   |       | 59.745683, 18.483777 | 10008200500003 | Ladda upp en bild av detta fornminne      |
| Skederid 51:1                      | Röse                        |              | Skederid, Uppland   |       | 59.744615, 18.474477 | 10008200510001 | Ladda upp en bild av detta fornminne      |
| Skederid 51:2                      | Stensättning                |              | Skederid, Uppland   |       | 59.744492, 18.474539 | 10008200510002 | Ladda upp en bild av detta fornminne      |
| Skederid 52:1                      | Gravfält                    |              | Skederid, Uppland   |       | 59.708118, 18.452374 | 10008200520001 | Ladda upp en bild av detta fornminne      |
| Skederid 53:1                      | Gravfält                    |              | Skederid, Uppland   |       | 59.717656, 18.453851 | 10008200530001 | Ladda upp en bild av detta fornminne      |
| Skederid 54:1                      | Gravfält                    |              | Skederid, Uppland   |       | 59.711060, 18.448075 | 10008200540001 | Ladda upp en bild av detta fornminne      |
| Skederid 54:2                      | Hög                         |              | Skederid, Uppland   |       | 59.710487, 18.447181 | 10008200540002 | Ladda upp en bild av detta fornminne      |
| Skederid 56:1                      | Röse                        |              | Skederid, Uppland   |       | 59.762852, 18.463230 | 10008200560001 | Ladda upp en bild av detta fornminne      |
| Skederid 57:1                      | Stensättning                |              | Skederid, Uppland   |       | 59.762768, 18.465165 | 10008200570001 | Ladda upp en bild av detta fornminne      |
| Skederid 57:2                      | Röse                        |              | Skederid, Uppland   |       | 59.762654, 18.465236 | 10008200570002 | Ladda upp en bild av detta fornminne      |
| Skederid 57:3                      | Stensättning                |              | Skederid, Uppland   |       | 59.762738, 18.466237 | 10008200570003 | Ladda upp en bild av detta fornminne      |
| Skederid 57:4                      | Stensättning                |              | Skederid, Uppland   |       | 59.762450, 18.466335 | 10008200570004 | Ladda upp en bild av detta fornminne      |
| Skederid 58:1                      | Röse                        |              | Skederid, Uppland   |       | 59.762076, 18.468817 | 10008200580001 | Ladda upp en bild av detta fornminne      |
| Skederid 59:1                      | Gravfält                    |              | Skederid, Uppland   |       | 59.746309, 18.487023 | 10008200590001 | Ladda upp en bild av detta fornminne      |
| Skederid 60:1                      | Fornborg                    |              | Skederid, Uppland   |       | 59.749453, 18.487676 | 10008200600001 | Ladda upp en bild av detta fornminne      |
| Skederid 62:1                      | Gravfält                    |              | Skederid, Uppland   |       | 59.747661, 18.480928 | 10008200620001 | Ladda upp en bild av detta fornminne      |
| Skederid 64:1                      | Röse                        |              | Skederid, Uppland   |       | 59.737714, 18.476379 | 10008200640001 | Ladda upp en bild av detta fornminne      |
| Skederid 66:1                      | Stensättning                |              | Skederid, Uppland   |       | 59.735389, 18.470150 | 10008200660001 | Ladda upp en bild av detta fornminne      |
| Skederid 66:2                      | Stensättning                |              | Skederid, Uppland   |       | 59.735478, 18.470161 | 10008200660002 | Ladda upp en bild av detta fornminne      |
| Skederid 66:3                      | Röse                        |              | Skederid, Uppland   |       | 59.735788, 18.469578 | 10008200660003 | Ladda upp en bild av detta fornminne      |
| Skederid 67:1                      | Röse                        |              | Skederid, Uppland   |       | 59.736731, 18.469029 | 10008200670001 | Ladda upp en bild av detta fornminne      |
| Skederid 67:2                      | Stensättning                |              | Skederid, Uppland   |       | 59.736727, 18.468625 | 10008200670002 | Ladda upp en bild av detta fornminne      |
| Skederid 67:3                      | Stensättning                |              | Skederid, Uppland   |       | 59.736603, 18.468756 | 10008200670003 | Ladda upp en bild av detta fornminne      |
| Skederid 67:4                      | Röse                        |              | Skederid, Uppland   |       | 59.736578, 18.468531 | 10008200670004 | Ladda upp en bild av detta fornminne      |
| Skederid 68:1                      | Stensättning                |              | Skederid, Uppland   |       | 59.740106, 18.451023 | 10008200680001 | Ladda upp en bild av detta fornminne      |
| Skederid 68:2                      | Stensättning                |              | Skederid, Uppland   |       | 59.740182, 18.451161 | 10008200680002 | Ladda upp en bild av detta fornminne      |
| Skederid 68:3                      | Stensättning                |              | Skederid, Uppland   |       | 59.740262, 18.451295 | 10008200680003 | Ladda upp en bild av detta fornminne      |
| Skederid 69:1                      | Hög                         |              | Skederid, Uppland   |       | 59.733807, 18.445279 | 10008200690001 | Ladda upp en bild av detta fornminne      |
| Skederid 70:1                      | Stensättning                |              | Skederid, Uppland   |       | 59.736202, 18.454149 | 10008200700001 | Ladda upp en bild av detta fornminne      |
| Skederid 70:3                      | Stensättning                |              | Skederid, Uppland   |       | 59.736074, 18.454669 | 10008200700003 | Ladda upp en bild av detta fornminne      |
| Skederid 71:1                      | Röse                        |              | Skederid, Uppland   |       | 59.721337, 18.472104 | 10008200710001 | Ladda upp en bild av detta fornminne      |
| Skederid 71:2                      | Röse                        |              | Skederid, Uppland   |       | 59.721302, 18.471836 | 10008200710002 | Ladda upp en bild av detta fornminne      |
| Skederid 71:3                      | Röse                        |              | Skederid, Uppland   |       | 59.721266, 18.471576 | 10008200710003 | Ladda upp en bild av detta fornminne      |
| Skederid 72:1                      | Stensättning                |              | Skederid, Uppland   |       | 59.729515, 18.492187 | 10008200720001 | Ladda upp en bild av detta fornminne      |
| Skederid 74:1                      | Hög                         |              | Skederid, Uppland   |       | 59.722641, 18.466073 | 10008200740001 | Ladda upp en bild av detta fornminne      |
| Skederid 75:1                      | Gravfält                    |              | Skederid, Uppland   |       | 59.724977, 18.457983 | 10008200750001 | Ladda upp en bild av detta fornminne      |
| Skederid 76:1                      | Hög                         |              | Skederid, Uppland   |       | 59.726951, 18.454795 | 10008200760001 | Ladda upp en bild av detta fornminne      |
| Skederid 77:1                      | Stensättning                |              | Skederid, Uppland   |       | 59.726412, 18.450351 | 10008200770001 | Ladda upp en bild av detta fornminne      |
| Skederid 77:2                      | Stensättning                |              | Skederid, Uppland   |       | 59.726468, 18.450393 | 10008200770002 | Ladda upp en bild av detta fornminne      |
| Skederid 77:3                      | Stensättning                |              | Skederid, Uppland   |       | 59.726342, 18.450520 | 10008200770003 | Ladda upp en bild av detta fornminne      |
| Skederid 78:1                      | Gravfält                    |              | Skederid, Uppland   |       | 59.718552, 18.451684 | 10008200780001 | Ladda upp en bild av detta fornminne      |
| Skederid 82:1                      | Stensättning                |              | Skederid, Uppland   |       | 59.696397, 18.484964 | 10008200820001 | Ladda upp en bild av detta fornminne      |
| Skederid 84:1                      | Grav markerad av sten/block |              | Skederid, Uppland   |       | 59.693413, 18.477912 | 10008200840001 | Ladda upp en bild av detta fornminne      |
| Skederid 89:1                      | Stensättning                |              | Skederid, Uppland   |       | 59.738959, 18.502441 | 10008200890001 | Ladda upp en bild av detta fornminne      |
| Skederid 92:1                      | Röse                        |              | Skederid, Uppland   |       | 59.749885, 18.467659 | 10008200920001 | Ladda upp en bild av detta fornminne      |
| Skederid 96:1                      | Gravfält                    |              | Skederid, Uppland   |       | 59.732751, 18.439101 | 10008200960001 | Ladda upp en bild av detta fornminne      |
| Skederid 99:1                      | Stensättning                |              | Skederid, Uppland   |       | 59.732771, 18.440381 | 10008200990001 | Ladda upp en bild av detta fornminne      |
| Skederid 100:1                     | Stensättning                |              | Skederid, Uppland   |       | 59.732135, 18.438983 | 10008201000001 | Ladda upp en bild av detta fornminne      |
| Skederid 101:1                     | Stensättning                |              | Skederid, Uppland   |       | 59.693062, 18.473557 | 10008201010001 | Ladda upp en bild av detta fornminne      |
| Skederid 101:2                     | Stensättning                |              | Skederid, Uppland   |       | 59.693149, 18.473481 | 10008201010002 | Ladda upp en bild av detta fornminne      |
| Skederid 101:3                     | Stensättning                |              | Skederid, Uppland   |       | 59.693231, 18.473508 | 10008201010003 | Ladda upp en bild av detta fornminne      |
| Skederid 101:4                     | Stensättning                |              | Skederid, Uppland   |       | 59.693205, 18.473372 | 10008201010004 | Ladda upp en bild av detta fornminne      |
| Skederid 106:1                     | Hög                         |              | Skederid, Uppland   |       | 59.694838, 18.474174 | 10008201060001 | Ladda upp en bild av detta fornminne      |
| Skederid 106:2                     | Hög                         |              | Skederid, Uppland   |       | 59.694934, 18.474307 | 10008201060002 | Ladda upp en bild av detta fornminne      |
| Skederid 106:3                     | Stensättning                |              | Skederid, Uppland   |       | 59.694936, 18.474059 | 10008201060003 | Ladda upp en bild av detta fornminne      |
| Skederid 113:1                     | Stensättning                |              | Skederid, Uppland   |       | 59.712607, 18.486798 | 10008201130001 | Ladda upp en bild av detta fornminne      |
| Skederid 120:1                     | Gravfält                    |              | Skederid, Uppland   |       | 59.721931, 18.472156 | 10008201200001 | Ladda upp en bild av detta fornminne      |
| Skederid 124:1                     | Hög                         |              | Skederid, Uppland   |       | 59.734139, 18.499479 | 10008201240001 | Ladda upp en bild av detta fornminne      |
| Skederid 124:2                     | Stensättning                |              | Skederid, Uppland   |       | 59.734242, 18.499445 | 10008201240002 | Ladda upp en bild av detta fornminne      |
| Skederid 124:3                     | Stensättning                |              | Skederid, Uppland   |       | 59.734242, 18.499675 | 10008201240003 | Ladda upp en bild av detta fornminne      |
| Skederid 125:1                     | Hög                         |              | Skederid, Uppland   |       | 59.733570, 18.498718 | 10008201250001 | Ladda upp en bild av detta fornminne      |
| Skederid 130:1                     | Stensättning                |              | Skederid, Uppland   |       | 59.737242, 18.485268 | 10008201300001 | Ladda upp en bild av detta fornminne      |
| Skederid 140:1                     | Stensättning                |              | Skederid, Uppland   |       | 59.741178, 18.497878 | 10008201400001 | Ladda upp en bild av detta fornminne      |
| Skederid 145:1                     | Stensättning                |              | Skederid, Uppland   |       | 59.742977, 18.489530 | 10008201450001 | Ladda upp en bild av detta fornminne      |
| Skederid 145:2                     | Stensättning                |              | Skederid, Uppland   |       | 59.742931, 18.489680 | 10008201450002 | Ladda upp en bild av detta fornminne      |
| Skederid 145:3                     | Stensättning                |              | Skederid, Uppland   |       | 59.742925, 18.489422 | 10008201450003 | Ladda upp en bild av detta fornminne      |
| Skederid 153:1                     | Röse                        |              | Skederid, Uppland   |       | 59.763181, 18.457944 | 10008201530001 | Ladda upp en bild av detta fornminne      |
| Skederid 155:1                     | Gravfält                    |              | Skederid, Uppland   |       | 59.763337, 18.467732 | 10008201550001 | Ladda upp en bild av detta fornminne      |
| Skederid 156:1                     | Röse                        |              | Skederid, Uppland   |       | 59.762998, 18.465042 | 10008201560001 | Ladda upp en bild av detta fornminne      |
| Skederid 157:1                     | Stensättning                |              | Skederid, Uppland   |       | 59.760720, 18.459417 | 10008201570001 | Ladda upp en bild av detta fornminne      |
| Skederid 160:1                     | Röse                        |              | Skederid, Uppland   |       | 59.760239, 18.466949 | 10008201600001 | Ladda upp en bild av detta fornminne      |
| Skederid 161:1                     | Röse                        |              | Skederid, Uppland   |       | 59.759120, 18.459301 | 10008201610001 | Ladda upp en bild av detta fornminne      |
| Skederid 165:1                     | Stensättning                |              | Skederid, Uppland   |       | 59.734175, 18.443424 | 10008201650001 | Ladda upp en bild av detta fornminne      |
| Skederid 167:1                     | Stensättning                |              | Skederid, Uppland   |       | 59.739127, 18.464956 | 10008201670001 | Ladda upp en bild av detta fornminne      |
| Skederid 171:1                     | Stensättning                |              | Skederid, Uppland   |       | 59.730314, 18.441194 | 10008201710001 | Ladda upp en bild av detta fornminne      |
| Skederid 174:1                     | Röse                        |              | Skederid, Uppland   |       | 59.726715, 18.456584 | 10008201740001 | Ladda upp en bild av detta fornminne      |
| Skederid 174:2                     | Röse                        |              | Skederid, Uppland   |       | 59.726811, 18.456414 | 10008201740002 | Ladda upp en bild av detta fornminne      |
| Skederid 175:1                     | Stensättning                |              | Skederid, Uppland   |       | 59.718621, 18.450509 | 10008201750001 | Ladda upp en bild av detta fornminne      |
| Skederid 176:1                     | Stensättning                |              | Skederid, Uppland   |       | 59.719449, 18.450693 | 10008201760001 | Ladda upp en bild av detta fornminne      |
| Skederid 195:1                     | Stensättning                |              | Skederid, Uppland   |       | 59.738564, 18.480631 | 10008201950001 | Ladda upp en bild av detta fornminne      |
| Skederid 199:1                     | Stensättning                |              | Skederid, Uppland   |       | 59.740691, 18.479774 | 10008201990001 | Ladda upp en bild av detta fornminne      |
| Skederid 200:1                     | Stensättning                |              | Skederid, Uppland   |       | 59.740008, 18.479678 | 10008202000001 | Ladda upp en bild av detta fornminne      |
| Skederid 216:1                     | Fornborg                    |              | Skederid, Uppland   |       | 59.742590, 18.510896 | 10008202160001 | Ladda upp en bild av detta fornminne      |
| Skederid 220                       | Stensättning                |              | Skederid, Uppland   |       | 59.750111, 18.481254 | 12000000090488 | Ladda upp en bild av detta fornminne      |
| Husby-Sjuhundra 134:1              | Hög                         |              | Skederid, Uppland   |       | 59.728113, 18.502729 | 10003101340001 | Ladda upp en bild av detta fornminne      |